# Feuerklosett

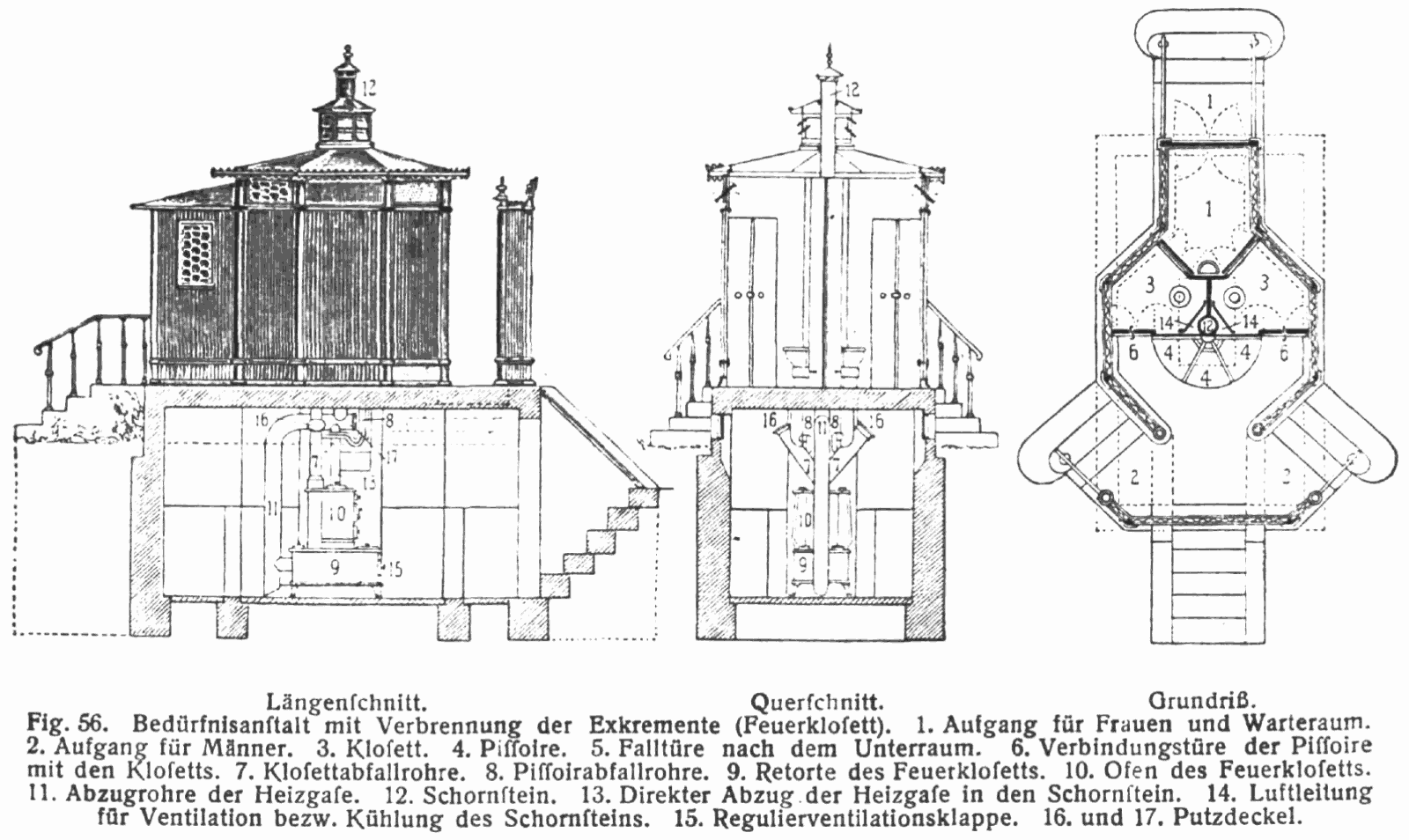
Schematische Darstellung eines Feuerklosetts

Das Feuerklosett ist eine etwa 1900 erfundene Bedürfnisanstalt mit einer integrierten Verbrennung der Exkremente.
Dabei wurden die Exkremente unmittelbar nach ihrer Entstehung in der Bedürfnisanstalt durch Verbrennung unschädlich gemacht. Es war möglich, aus ihnen eine als Dünger geeignete Asche zu gewinnen. Hierzu diente das Patentfeuerklosett mit Löhnholdtscher Patentsturzflammenfeuerung.
Urin und Kot fielen durch das an den Abort angeschlossene Rohr in die im unteren Teile des Löhnholdtschen Ofens befindliche, nach außen verschlossene Trockenschale (Retorte), in der die flüssigen Bestandteile durch die durchziehenden Heizgase verdampft und die festen Rückstände zu geruchloser Poudrette ausgetrocknet wurden. Die zu der Retorte führenden Klosettfallröhren waren unter dem Aborttrichter durch eine bewegliche Klappe, die sich nur bei der Benutzung selbsttätig öffnete, geschlossen.
Der Betrieb der oberhalb der Trockenschale befindlichen Feuerung ist kontinuierlich. Trotzdem ist eine fortdauernde aufmerksame Bedienung notwendig. Die Kosten des Brennmaterials betrugen 1904 pro Tag und Person mittelwertig 3 Pfennige.
Zu der voraussichtlichen Zukunft des Feuerklosetts schreibt das Lexikon der gesamten Technik 1904: „Obwohl die Feuerklosetts besonders für Krankenhäuser große Bedeutung erlangen könnten, weil durch sie alle Infektionskeime am sichersten zerstört werden, so werden sie doch kaum größere Verwendung finden, da ihr Betrieb im Vergleich zu andern Einrichtungen umständlich und auch nicht ausreichend geruchlos ist.“ Damit spielt das Lexikon auf das wesentlich kostengünstigere Wasserklosett an.
In den 1970er Jahren entwickelte Bell Labs ein elektrisch beheiztes Feuerklosett für AT&T. Es wurde in abgelegenen Richtfunkstationen und Verstärkerämtern ohne Wasser- und Abwasseranschluss verwendet.